# Rinascimento (partito politico monegasco)
Rinascimento (in francese Renaissance) è un partito politico monegasco fondato nel 2012.

## Ideologia
Il partito è formato unicamente da croupier della Société des Bains de Mer, e ha come principale obiettivo quello di poter influire sulla stessa società, in particolare per mantenere gli stipendi dei dipendenti a livelli elevati.

## Storia
Rinascimento si è presentato per la prima volta alle elezioni del 2013, ottenendo il 10,7% ed eleggendo un deputato al Consiglio nazionale.

## Risultati elettorali
| Elezione         | Voti   | Seggi  |
| ---------------- | ------ | ------ |
| Legislative 2013 | 11.964 | 1 / 24 |